# Студено начало
Студеното начало (известно още като тийзър) в телевизионно предаване или филм е техника за скачане директно в сюжета преди показването на заглавието или началните надписи.